# Bernard le Bovier de Fontenelle
Bernard le Bovier de Fontenelle, også kaldet Bernard le Bouyer de Fontenelle, (11. februar 1657 i Rouen – 9. januar 1757 i Paris) var en fransk forfatter. Han var medlem af både Académie française og Académie des sciences. Hans mor var søster til dramatikerne Pierre Corneille og Thomas Corneille. 
Fontenelle blev uddannet fra Jesuiterordenens kollegium i Rouen og prøvede efterfølgende kræfter med advokatgerningen, men droppede det efter sin første proces. Han besluttede dernæst for at hellige sig litteratur. Han forsvarede den kartesianske tradition og beskæftigede sig med filosofi og videnskab.
Debutværket, tragedien Aspar, udkom i 1680 og blev en stor fiasko. Med undtagelse af operaen Thétis et Pélée fra 1689 var hans følgende dramatiske værker heller ikke større succeser. Nouveaux Dialogues des morts fra 1683 gav ham derimod stor anseelse i i litterære kredse. Hovedværket Entretiens sur la pluralité des mondes (Samtaler om mangfoldigheden af verdener, 1686), i hvilket han fremstiller Descartes' astronomiske teorier på hidtil uset populærvidenskabelig vis bidrog kun yderligere til at befæste denne position. Han bosatte sig i Paris i 1687 og udgav samme år Histoire des oracles. Han blev medlem af Académie française i 1691 og blev sekretær i Académie des sciences i 1699. 
Han bidrog væsentligt til udbredelsen af det rationalistiske natursyn i Frankrig, ligesom han dannede en forbindelse med den klassicistiske periode, der repræsenteres af Corneille, Racine og Boileau og den nye oplysningstid, hvis fremmeste repræsentanter var Voltaire, d'Alembert og Diderot. Dog tilhørte han mere 1700-tallets philosophes end 1600-tallets beaux esprits. Fontenelle var som videnskabsmand i den grad underordnet, men som populærvidenskabelig formidler var han banebrydende.
Han døde i Paris i 1757 næsten 100 år gammel. Selv tilskrev han sit gode helbred et regelmæssigt indtag af jordbær. 
Månekrateret Fontenelle blev i 1935 opkaldt efter ham.
1. ↑  Navnet er anført på engelsk og stammer fra Wikidata hvor navnet endnu ikke findes på dansk.
2. ↑  Navnet er anført på fransk og stammer fra Wikidata hvor navnet endnu ikke findes på dansk.
3. ↑  Navnet er anført på engelsk og stammer fra Wikidata hvor navnet endnu ikke findes på dansk.
4. ↑  Navnet er anført på engelsk og stammer fra Wikidata hvor navnet endnu ikke findes på dansk.